# Alte Rheinbrücke Vaduz-Sevelen

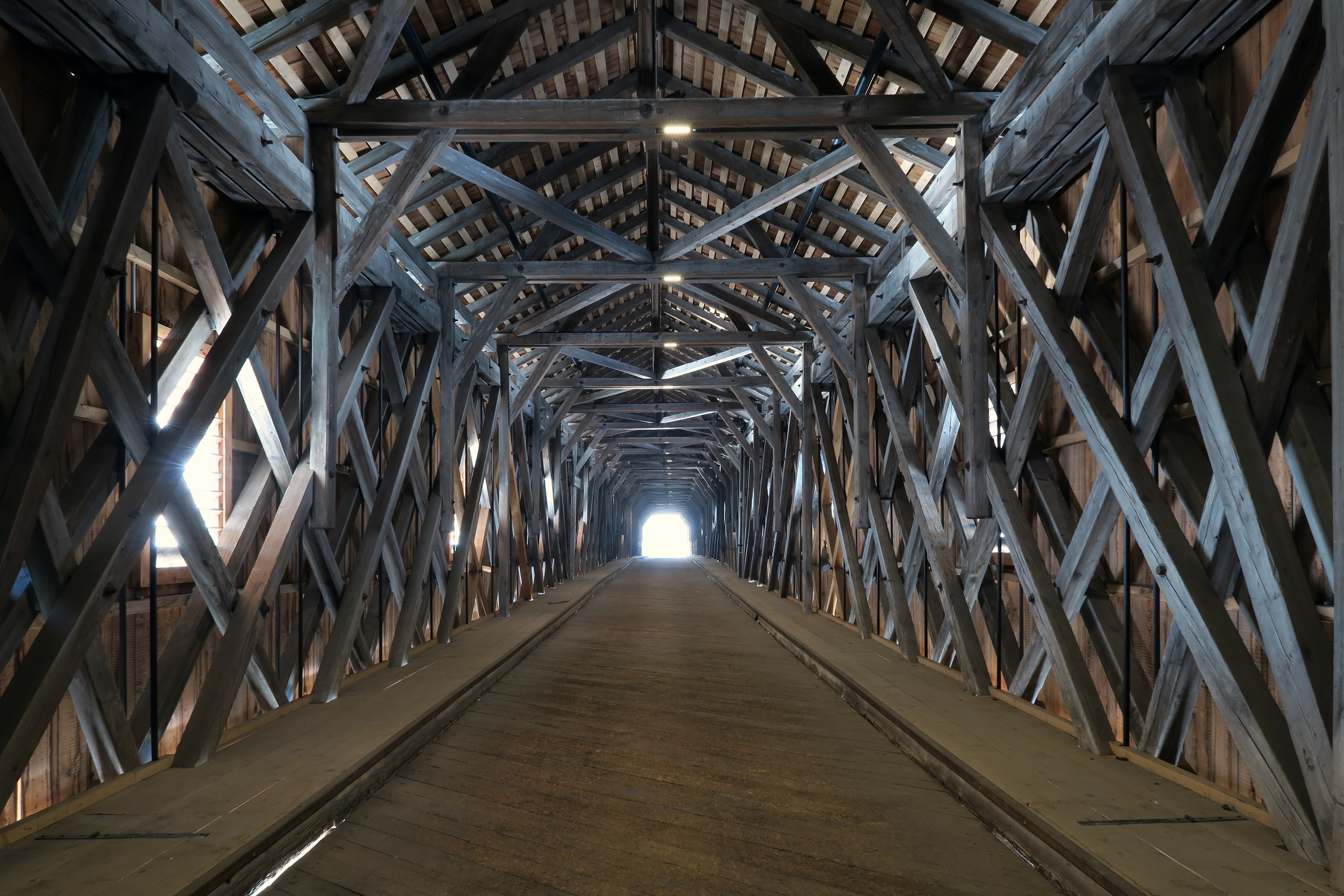
Brons interiör.

Alte Rheinbrücke Vaduz-Sevelen är en träbro över floden Rhen som förbinder Liechtensteins huvudstad Vaduz med kommunen Sevelen i kantonen Sankt Gallen i Schweiz. Den är 135 meter lång och är den enda kvarvarande träbron över Rhen i Alperna.
Den första bron på platsen byggdes år 1870 och invigdes den 18 augusti 1871. När Rhen dämdes upp steg vattennivån så att man var tvungen att höja bron vid två tillfällen år 1874–1875 och igen år 1886. Bron förföll efterhand på grund av bristande underhåll och mellan 1900 och 1901 uppfördes en ny bro på de gamla bropelarna för fordon med en vikt på högst 6 ton.
År 1975 byggdes en ny bro i betong för fordonstrafiken över Rhen cirka 200 meter söder om träbron, som reserverades för gång- och cykeltrafik. Den kulturskyddade träbron renoverades och bropelarna byttes ut år 2008–2010.